# Krishikar Lok Party
Krishikar Lok Party (Bharat Krishikar Lok Party) var ett politiskt parti i den blivande indiska delstaten Andhra Pradesh. Partiet grundades i april 1951 av den före detta kongresspolitikern Acharya N.G. Ranga, men upplöstes redan i juni samma år.